# Sumarlidi Sigurdsson
Sumarlidi Sigurdsson (985 - 1015/20) era uno de los cuatro hijos del jarl de las Orcadas, Sigurd Hlodvirsson. 
Cuando Sigurd murió en la batalla de Clontarf, dejó cuatro hijos: Brusi, Sumarlidi, Einar y Thorfinn el Poderoso. Thorfinn era solo un niño, mientras que sus hermanos ya eran adultos por lo que el condado fue dividido entre los tres hermanos mayores.
Según la saga Sumarlidi murió en su cama. Su muerte comportó un conflicto de intereses y peleas entre sus hermanos Brusi y Einar sobre el reparto del territorio de las islas.